# Das Peter Hille-Buch

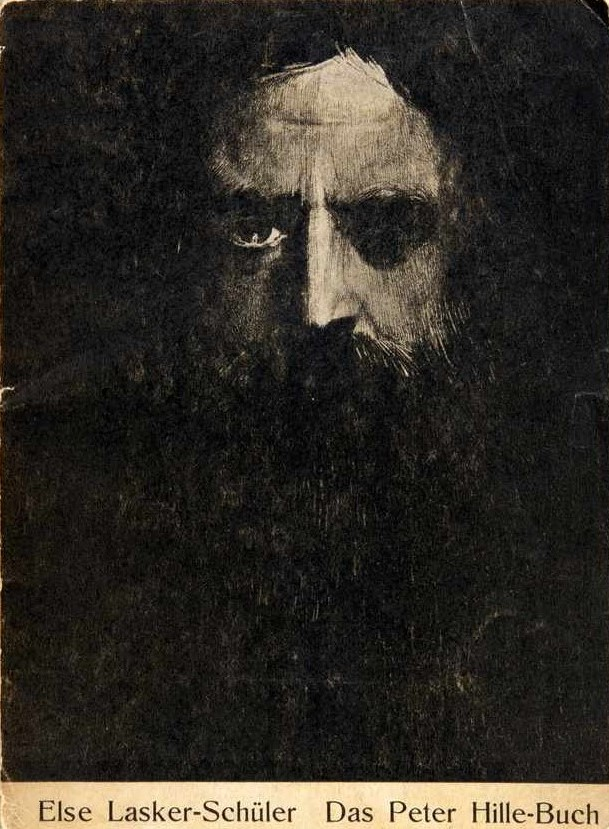
Else Lasker-Schüler: Das Peter Hille-Buch (1906). Umschlagzeichnung von Franz Stassen

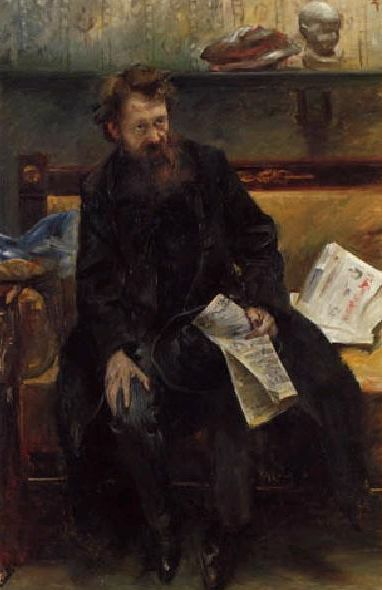
Lovis Corinth 1902:
Peter Hille

Das Peter Hille-Buch ist eine Legendendichtung von Else Lasker-Schüler, das 1906 als erster Prosaband der Autorin im Axel Juncker Verlag in Stuttgart und Berlin erschien.
Auf der Wanderung durch die Jahreszeiten begleitet die Ich-Erzählerin Tino alias Else Lasker-Schüler in 47 Episoden ihren „quasi-göttlichen“ „Heiland der Dichtkunst“, den Fels Petrus alias Peter Hille, auf seinem Weg ins Jenseits.

## Hintergrund
„Der Mann, der Else Lasker-Schüler am Anfang ihrer Karriere am meisten beeindruckte, war Peter Hille.“ Gemeint sind die ersten Jahre des 20. Jahrhunderts. Bis 1904 lernten sich beide in der antibürgerlichen Neuen Gemeinschaft kennen und schätzen. Else Lasker-Schülers erste Ehe mit Bertold Lasker ging zu der Zeit in die Brüche; wurde 1903 geschieden. Else profilierte sich zur Lyrikerin. Hilles Tod 1904 ist der Auslöser für das Peter Hille-Buch – mit dem Verstorbenen als „erhabene Vater-, Mittler- und Führerfigur“.
Die Gespräche des Propheten Zarathustra mit seinen Jüngern finden sich in inhaltlich vergleichbarer Form im Hille-Buch wieder. Wird Else Lasker-Schülers Geständnis „Mein Peter Hille Buch ist meine Spielbibel“ zu diesem Faktum hinzugenommen, dann könnte der Text als der jungen Autorin Teststrecke für Experimente mit dem seinerzeit modernen Tripel Nietzsche, Gott und die Welt genommen werden.
Seit 1895 hat sich Else Lasker-Schüler nachweislich für Nietzsche interessiert, hatte sich besonders mit dem Zarathustra auseinandergesetzt. Steiner hat sie im Spätsommer 1900, kurz nach Nietzsches Tode, mit dessen Philosophie bekanntgemacht. Else Lasker-Schüler, eine lebenslang passionierte Besucherin von Vorträgen, hat wahrscheinlich einen von Steiners Auftritten zum Thema Nietzsche im Winter auf das Jahr 1903 miterlebt. Am 28. Oktober 1905 begleitete sie Herwarth Walden nach Weimar, der dort einen Nietzsche-Abend gestaltete.

## Inhalt
Der Einstieg liest sich wie eine Kosmogonie. Die Jüngerin Tino küsst ihren Meister, den Fels Petrus, wach und die Wanderung zusammen mit der restlichen Jüngerschar durch trostlose und dann blumigere Gefilde, auf einsame Bergeshöhen und in Tempel beginnt. In der Episode Petrus und ich beim Prunkmal Onits von Wetterwehe spielt einer der Musikanten Petrushymnen auf der Bratsche und Negerknaben mit langen Ohrgehängen kredenzen edle Speisen auf goldenen Tabletts. Am nächsten Morgen, also am Palmsonntag, harrt der Nazarener am Kreuz... „er litt unendlich, so festgenagelt, so blutgenagelt, so hergegeben“.
Da Petrus den Sohn der Tino bisher übersehen hat, zeigt sie ihn ihm. Petrus nimmt Klein-Pull endlich wahr und lobt: „Deines Kindes Auge ist ein klarer Stern.“ Petrus feiert seinen Geburtstag mit den Jüngern in einem girlandengeschmückten Waldhäuschen. Es gibt Näschereien und golden funkelnden Wein. Petrus trinkt aus einem schweren Becher, den ihm zwei starke Negerknaben zu Munde führen. Zum jüdischen Versöhnungstag steigen Petrus und seine Jünger zum Tempel Jehovahs hinauf.
Vor den Unbilden der Witterung findet Petrus in einer Höhle Schutz. Die Jünger zimmern Petrus einen Sessel aus Birke und begehen in einem Nachbarort Mundraub. Auch ein schwerer Pelz wird für den hustenden und fiebernden Petrus beschafft. Als die Wanderung fortgesetzt werden kann, muss Petrus in einer Sänfte getragen werden. Der Kranke nennt den anbrechenden Frühling den Glauben Gottes. Petrus und die Tino schreiten durch den Mai und sprechen die blaue Sprache. Das ist die, „in der sich Himmel und Erde erzählen.“ Der Weg führt durch eine Stadt, in die der Lenz nicht eindringen kann. Die Arbeiter dort fordern von Petrus den Himmel, wie ihn die Reichen bereits zu Lebzeiten auf Erden haben. Petrus sieht sich außerstande und macht sich davon.
Im Weiterwandern wünscht Petrus, die Tino soll endlich seinen Namen nennen. Ihre Antwort: „Du heißt wie die Welt heißt!“
Petrus und Tino wären – dem Gerede nach – auf einer Bergtour vom Blitz erschlagen worden. Tino aber wird im Tal aufgefunden und sucht den Verlorenen. Ihr bluten schon die Füße vom lang andauernden Umherirren, als wenigstens Petrus’ Stimme zu ihr spricht. Demnach befinde er sich bereits kurz vorm Ziel, dem ersehnten himmlischen Stern. Darauf begegnen Tino zwei große Engel. Diese tragen den Toten auf einer Bahre zu Tal.
Einen Narren, der über Petrus lästert, erschlägt Tino und verscharrt ihn. Petrus wird begraben. Tino hört gläserne Engel singen. Nach drei Tagen Trauer sucht Tino am vierten Tage Petrus’ Grab ein zweites Mal auf und schreibt „in die Erde: Er heißt wie die Welt heißt.“

## Selbstzeugnisse
- Brief an Salomo Friedländer um 1905: „… es [das Peter Hille-Buch] wird die Grundlage meines Lebens sein, die Centrale,... der Glaube, daß ich nötig dem Leben war.“[21]
- Im Gespräch mit Paul Goldscheider:[A 1] „Nietzsche hat die Sprache geschaffen, in der wir allen dichten.“[22]

## Identitäten
Der oben nicht genannte Goldwarth im Buch ist Elses zweiter Gatte Herwarth und der kleine Pull ist Elses Sohn Paul (1899–1927). Die Kätzin (Else Lasker-Schüler schreibt Katzin) des Propheten könnte vielleicht auf Elisabeth Förster-Nietzsche weisen. Mit der Zauberin Hellmüte ist die Berliner Schriftstellerin Martha Hellmuth gemeint. Antinous ist Peter Baum, Grimmer von Geyerbogen dessen Bruder Hugo und die Najade deren Schwester Julia. Onit von Wetterwehe ist wohl nicht, wie zunächst vermutet, Gerhart Hauptmann, sondern ein gewisser Herr Hans Schlieper.

## Rezeption
- Samuel Lublinski und Hedwig Dohm meinten, den Text verstünden nur Eingeweihte.
  - Samuel Lublinski: Nach hundert Jahren könne das Buch, in dem die Autorin „intensives Seelenleben eingefangen... und es dann schäumen...“ und habe „rauschen lassen“, keiner mehr verstehen.[30]
  - Hedwig Dohm: „...diese Tafelrunde des Weltfremdlings Peter Hille“ versammle „Königskinder aus Bohèmeland“.[31]
- Zwei Beispiele aus Bänschs Analyse belegen das Widersprüchliche an allen Ecken und Enden des Textes. Da schreibt Bänsch erstens, indem Else Lasker-Schüler ihren Peter Hille verklärt, mache sie sich beim Schreiben Mut,[32] und muss knapp hundert Seiten später relativieren, wenn sich Hille schon einmal im Buch verbal äußert, entströme seinem Munde Banales.[33] Oder zweitens, Bänschs Statement „das Göttliche... ist irdisch greifbar“[34] kann der Leser bedenkenlos als Lobspruch auf die Autorin nehmen und vier Seiten weiter, als Bänsch die Frage „Warum schuf sich Gott gestaltlos?“ bespricht, zweifelt der Leser an jenem Lobspruch.[35] Mit der Einstiegsepisode (Tino küsst ihren Meister, den Fels Petrus, wach) parodiere Else Lasker-Schüler das Göttliche.[36] Die intellektuelle Autorin habe ihres notorischen Feilens am Text wegen für Hille höchstens als Talent, nicht aber als Genie gegolten.[37] Das Buch könne auch als Kritik Else Lasker-Schülers am Bild Jesu im Christentum gelesen werden.[38] Dabei würden Jesus und Gottvater in einer Religion vorgestellt, die dem „Kultus der Kindlichkeit“ anhänge.[39] Die Engel, die durch den Text geistern, diskutiert Bänsch zusammen mit der Kontroverse Monotheismus und dem Ich, das momentan „mit dem All aus Himmel“ eins ist.[40] Den erhabenen Spruch „Er heißt wie die Welt heißt“ nimmt Bänsch als „dichterische Selbstprojektion“ der Autorin.[41]
- In ihrem Prosa-Erstling habe die Autorin ihre Schwierigkeiten mit der Darstellung der Tino an der Seite des Petrus gehabt. Feßmann[42] sieht die neben Petrus her wandernde Tino als eine junge Träumerin, die ihr bisheriges Leben hinter sich lassen möchte. Ihre Differenzen mit Hille alias Petrus, das Naturerleben, Religiöses und Sexuelles betreffend, spare Else alias die Tino zwar nicht aus, mache aber Übertünchungsversuche. Während die Autorin in den Episoden „ganz auf die Kraft der Sprache vertraut“,[43] kann sie Brüche an den Episodengrenzen nicht überspielen.
- Im Buch wird das Ende eines Lebensweges beschrieben, der Bischoff[44] „deutlich an den Lebensweg Jesu“ erinnert. In Else Lasker-Schülers Buch sei Petrus katholischen Glaubens und die Tino erscheint als Jüdin.[45] Bischoff untersucht die Struktur[46] des Hille-Buches, stellt in dem Zusammenhang Vergleiche mit dem Hohelied Salomos aus dem Alten Testament an[47][48] und bringt Freud[A 2] ein. Der Text sei kein Erinnerungsbuch. Der Name Peter Hille aus dem Titel kommt im Text nicht vor. Von Petrus ist die Rede.[49] „Spätfrühmonat 1903“,[50] das einzige Datum im Text, markiere das Verschwinden des Petrus.[51]
- Else Lasker-Schüler schreibe gegen die heuchlerisch-prüde wilhelminische Gesellschaft an.[52] Abgewandt habe sie sich von Peter Hille nie; und wenn, dann höchstens zeitweise. Stets sei sie zu ihm – nach „künstlerischer Selbstbehauptung“[53] – reumütig zurückgekehrt.
- In ihrer „modernen Heiligenlegende“ lehne sich die Autorin an das Hohelied[54] aus den Paulusbriefen des Neuen Testaments und Nietzsches Also sprach Zarathustra an.[55][56]
- Das Buch liest Decker[57] als für Hille erdichtetes Evangelium.

### Textausgaben
Erstveröffentlichung
- Das Peter Hille-Buch. Illustrator: Franz Stassen. 86 Seiten. Verlag Axel Juncker, Berlin 1906[58]

Andere Ausgaben
- Das Peter Hille-Buch. Mit einer Einbandzeichnung der Verfasserin. Paul Cassirer, Berlin 1919. 109 Seiten
- Das Peter Hille-Buch. S. 5–55 in Else Lasker-Schüler: Der Prinz von Theben und andere Prosa. dtv 10644, München 1986, ISBN 3-423-10644-1 (verwendete Ausgabe)

Tonträger
- Sabine Negulescu liest: anhören

### Sekundärliteratur
- Dieter Bänsch: Else Lasker-Schüler. Zur Kritik eines etablierten Bildes. Diss. Universität Marburg 1969. 271 Seiten
- Meike Feßmann: Spielfiguren. Die Ich-Figurationen Else Lasker-Schülers als Spiel mit der Autorrolle. Ein Beitrag zur Poetologie des modernen Autors. (Diss. FU Berlin 1991) M & P, Verlag für Wissenschaft und Forschung, Stuttgart 1992, ISBN 3-476-45019-8 (Lizenzgeber: Metzler, Stuttgart 1992)
- Christine Reiß-Suckow: „Wer wird mir Schöpfer sein!!“ Die Entwicklung Else Lasker-Schülers als Künstlerin. (Diss. Uni Heidelberg 1996) Hartung-Gorre, Konstanz 1997, ISBN 3-89649-133-4
- Doerte Bischoff: Ausgesetzte Schöpfung. Figuren der Souveränität und Ethik der Differenz in der Prosa Else Lasker-Schülers. (Diss. Uni Tübingen 1999) Max Niemeyer, Tübingen 2002, ISBN 3-484-15095-5
- Sigrid Bauschinger: Else Lasker-Schüler. Biographie. suhrkamp taschenbuch 3777, Suhrkamp Taschenbuch Verlag, Frankfurt am Main 2006 (Lizenzgeber: Wallstein, Göttingen 2004), ISBN 3-518-45777-2
- Peter Sprengel: Geschichte der deutschsprachigen Literatur 1900–1918. Von der Jahrhundertwende bis zum Ende des Ersten Weltkriegs. C.H. Beck, München 2004, ISBN 3-406-52178-9
- Kerstin Decker: Mein Herz – Niemandem. Das Leben der Else Lasker-Schüler. Propyläen, Berlin 2009, ISBN 978-3-549-07355-1